# Baron (titel)

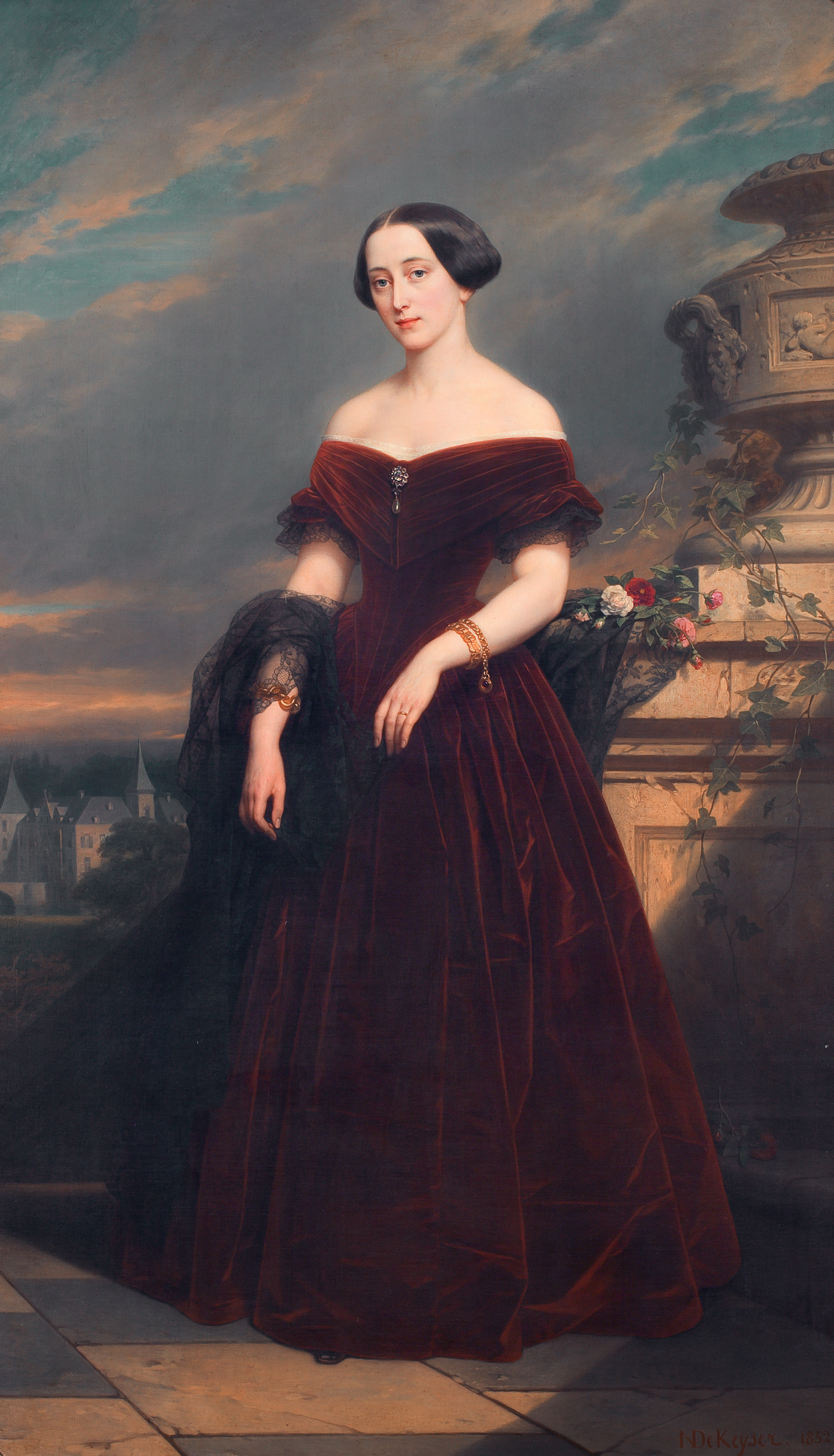
Isabelle Antoinette Barones Sloet van Toutenburg, Nicaise De Keyser

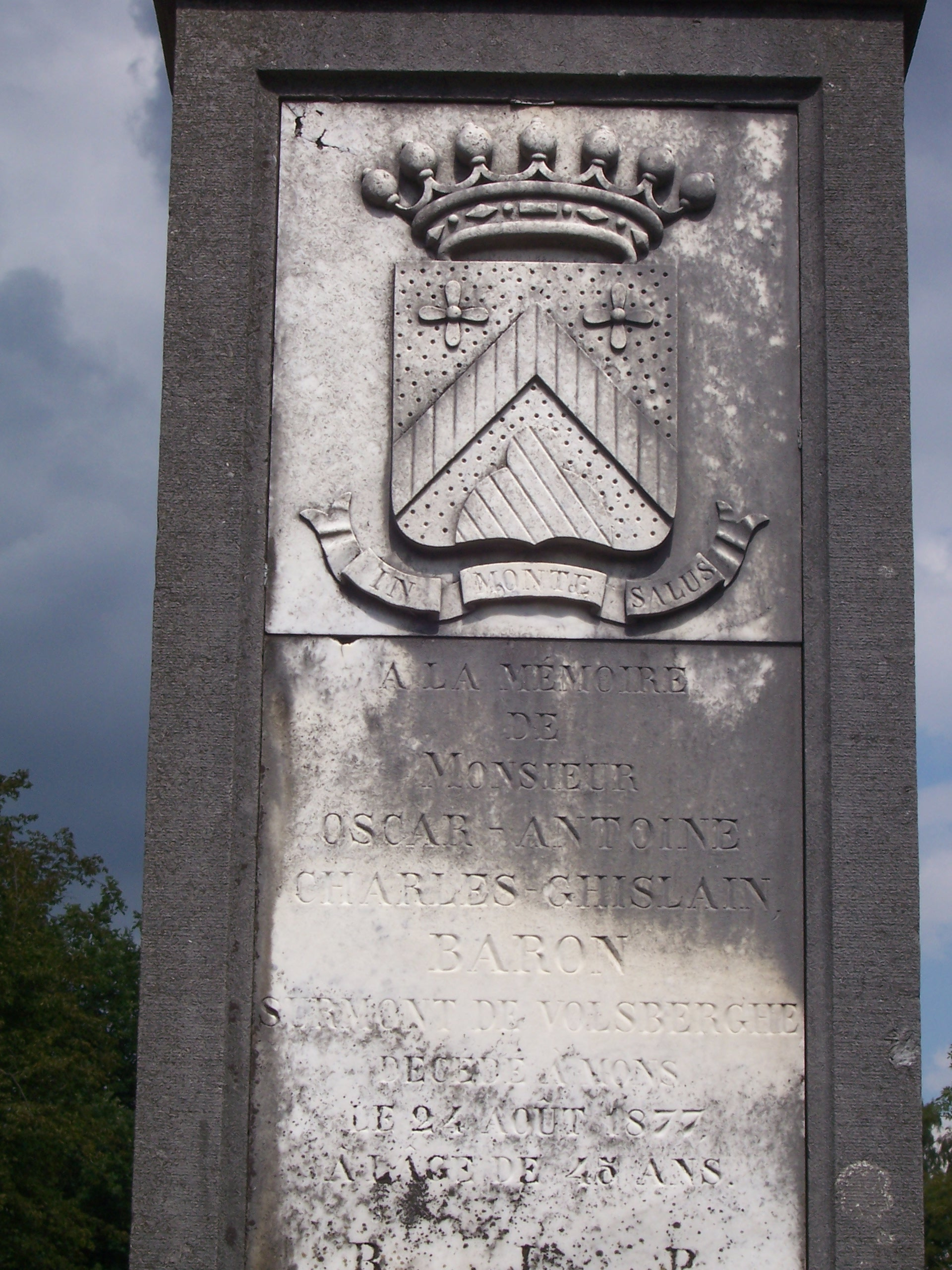
Wapen van Oscar Antoine Charles Ghijsland baron Surmont de Volsberghe (†1877) (Belgische adel)

Baron, vrouwelijk barones, was in de middeleeuwen een feodale functie die meebracht dat men met een eigen garnizoen van goed getrainde krijgslieden moest deelnemen aan veldslagen van de vorst, met een banier waarop het eigen wapen werd gevoerd. Men kreeg een grondgebied toebedeeld dat verdedigd moest worden tegen vijandelijke aanvallen, baronie genoemd. Tegenover deze zware verplichtingen stond dat men veelal de absolute heerschappij over het grondgebied had en recht op alles wat aan opbrengsten gegenereerd kon worden. Tegenwoordig is baron of barones nog slechts een adellijke titel. In rangorde van de Belgische en Nederlandse adel staat de baronnentitel boven erfridder en onder die van burggraaf.

## Etymologie
Het woord baron is vermoedelijk overgenomen uit het Oudfrans (baron), dat op zijn beurt was afgeleid van het Laat- of Middeleeuws Latijnse woord baro dat "vrij man; soldaat" betekent. Het wordt in deze betekenis gebruikt in de Salische Wet terwijl in de Lex Alamannorum hiervoor het woord barus wordt gebruikt. Isidorus van Sevilla dacht in de 7e eeuw dat het woord was afgeleid van het Griekse βαρύς ("zwaar"), omwille van het "zware werk" dat door de huursoldaten werd gedaan. Cornutus vermeldt in de 1e eeuw het woord baro / barones waarvan hij meende dat het van Gallische origine was. Het woord is vermoedelijk van Oudfrankische origine, verwant met het Oudengelse beorn dat "strijder, edelman" betekent. 

## Titel baron vanaf 1814
De titel wordt tussen de voornamen en de geslachtsnaam geplaatst (zonder hoofdletter om verwarring tussen achternaam en titel te voorkomen).
- Prof. dr. K.L.M.R. baron Bentinck.

De titel baron komt in Nederland en België op twee manieren voor: "op allen" en "met het recht op eerstgeboorte".
1. In het eerste geval heeft ieder lid van de betreffende adellijke familie (dat wil zeggen iedere afstammeling, mannelijk of vrouwelijk, in mannelijke lijn) recht op de titel baron of barones.
2. In het tweede geval wordt de titel vererfd in Salische lijn. Dat wil zeggen dat de oudste mannelijke afstammeling van de eerste drager van de titel zich baron mag noemen. De rest is dan dus titelloos en draagt het predicaat jonkheer of jonkvrouw. Overerving op eerstgeboorte komt vooral voor bij families die in de adelstand verheven zijn. Overgang op allen komt voor bij geslachten die ooit ingelijfd of erkend zijn. In de laatste categorie valt bijvoorbeeld de familie De Smeth, die al in de achttiende eeuw door tsarina Catharina de Grote van Rusland tot Russisch rijksbaron werd verheven en nadien in Nederland werd erkend. Overerving op allen komt voor bij alle oude adellijke families in Nederland, de zogenaamde pre-napoleontische adel.

In Duitsland wordt het woord baron uitsluitend gebruikt als aanspreektitel van een Freiherr, de Duitse titel die het equivalent is van de titel baron. Enkele Baltisch-Duitse families voeren de titel nochtans ook in de geschreven familienaam (voornaam Freiherr von familienaam), namelijk wanneer hun titulatuur destijds door de Russische tsaar (dat wil zeggen voor 1917) werd erkend.

### Rangkroon in België en Nederland
Volgens een besluit uit 1817 van koning Willem I der Nederlanden hebben baronnen in Nederland én (later ook) België het recht om boven hun familieschild een rangkroon te voeren die bestaat uit een gouden ring met edelstenen, met daarop zeven parels op gouden punten.
Onder het Oostenrijkse bestuur werd aan de baronnen in het tegenwoordige België meestal een soort van kroon toegewezen, die men het beste een baronnenbaret zou kunnen noemen, namelijk een gouden ring, waaruit een roodfluwelen muts oprees, omgeven door halve cirkels van goud met edelstenen in de tussenruimte en bezet met parels. Tussen deze baretten kon onderling nog allerlei verschillen bestaan. Soms worden wapens in België afgebeeld met zo'n baronnenbaret.

Vastgestelde rangkroon (1816)
Oude stijl, toegepast in de Oostenrijkse Nederlanden[4]

## Baron in deheraldiek
In alliantiewapens worden beide echtelieden genoemd: de femme en de baron.